# Lusiuxta floreni
Lusiuxta floreni är en stekelart som beskrevs av Diller 2006. Lusiuxta floreni ingår i släktet Lusiuxta och familjen brokparasitsteklar. Inga underarter finns listade i Catalogue of Life.